# Mezzomerico
Mezzomerico (piemontesisch Mesmarich, lombardisch Mismarich) ist eine Gemeinde mit 1215 Einwohnern (Stand 31. Dezember 2023) in der italienischen Provinz Novara (NO), Region Piemont.
Die Nachbargemeinden sind Agrate Conturbia, Divignano, Marano Ticino, Oleggio, Suno und Vaprio d’Agogna.
Das Gemeindegebiet umfasst eine Fläche von 7 km².

## Persönlichkeiten
- Giovanni Maria de Leonardi (1663–1707), römisch-katholischer Ordensgeistlicher und Apostolischer Vikar des Großmogulenreichs